# Atomic City
Atomic City es una ciudad ubicada en el condado de Bingham en el estado estadounidense de Idaho. En el año 2010 tenía una población de 29 habitantes y una densidad poblacional de 96,67 personas por km².

## Geografía
Atomic City se encuentra ubicado en las coordenadas 43°26′33″N 112°48′47″O / 43.44250, -112.81306. Según la Oficina del Censo, la localidad tiene un área total de 0,3 km² (0,1 mi²), de la cual 0,3 km² (0,1 mi²) es tierra y 0 km² (0 mi²) (0.0%) es agua.

## Demografía
En el 2000 la renta per cápita promedia del hogar era de $9,375, y el ingreso promedio para una familia era de $8,750. En 2000 los hombres tenían un ingreso per cápita de $43,750 contra $8,750 para las mujeres. El ingreso per cápita para la localidad era de $16,276. Alrededor del 62.5% de la población estaba bajo el umbral de pobreza nacional.